# Zaanstad (gebouw)
Zaanstad (officieel West-Kantoor) is een gebouw in Amsterdam-West. Het is ontworpen door Willem Dudok (hij was al met pensioen) en Robert Magnée. Het is een van de hoogste gebouwen in de omgeving.
Het gebouw werd neergezet op initiatief van een projectontwikkelaar, die een kantoorgebouw wilde plaatsen op een terrein dat eenvoudig te bereiken was. Voor de toegang (toen op het westen) lag de Multatuliweg nog in een parkachtige omgeving; de Haarlemmerweg lag even ten noorden van het kantoor en ook Station Amsterdam Sloterdijk lag op loopafstand.
De projectontwikkelaar wilde als eigenaar een soort Vereniging van Eigenaars, maar dat bleek niet haalbaar. Belegger Blaauwhoed en het pensioenfonds van Koninklijke Shell (samen Blauwfonds) stapten in. In het gebouw kwamen allerlei huurders af, waarvan McCann-Erikson, Hoechst en Reed Elsevier de bekendsten waren. Er werd veel gewisseld, maar die laatste huurder gaf tot 2005 het gebouw zijn bijnaam 'Elseviergebouw'.
De bouw ging gepaard met administratieve moeilijkheden. Bouwplannen mochten alleen tot uitvoer worden gebracht als er voldoende gebruikers zich hadden gemeld. De gebruikers wachtten echter op de goedkeuring voordat ze tot die beslissing konden overgaan. Er werd van 1964 tot en met 1967 gebouwd door NV Amsterdamse Ballastmaatschappij. Het kantoorgebouw valt op omdat in de omgeving slechts woningen staan met vier of vijf bouwlagen; terwijl het kantoorgebouw twaalf verdiepingen heeft en veertig meter hoog is. Het kantooroppervlak was 13.000 m². Oorspronkelijk hadden Eggink (bekend van het Europahuis), Dudok en Magnée een hoger gebouw (18 lagen) voor ogen, maar de gemeente Amsterdam keurde dat niet goed; het gebouw zou een veel te grote aanzuigende werking hebben op automobilisten. Dudok en Magnée waren teleurgesteld, want de verlaging kwam de geometrische verhoudingen niet ten goede. De eerste paal ging in september 1964 de grond in onder toezicht van wethouder Joop den Uijl. Men verwachtte 2,5 jaar met de bouw op een vloeroppervlak van 3.500 m² bezig te zijn; kostprijs 5 à 6 miljoen gulden.
In de jaren na 2000 met kantorenoverschot kwam ook dit gebouw leeg te staan. In de periode 2012 tot en met 2015 werd het herbestemd en verbouwd tot flatgebouw met studio's, appartementen en penthouses. Begeleidend architectenbureau was Knevel Architecten (WRK Architecten).
De Multatuliweg was al tijdens de bouw vervangen door de in 1966 geopende Einsteinweg (Rijksweg 10; Ringweg-Amsterdam). Bij de verbouwing werd waarom de oorspronkelijke toegang verplaatst naar de Krelis Louwenstraat en de kopse kant van de flat kreeg ramen en balkons. De zijde van de flat aan de Ringweg-West kreeg geluidsisolatie.
Naar aanleiding van een aanvraag van Heemschut werd het gebouw op 25 juni 2019 gemeentelijk monument.